# جون فان دين بروم
جون فان دين بروم (بالهولندية: John van den Brom)‏ (4 أكتوبر 1966 آمرسفورت هولندا - ) هو لاعب كرة قدم هولندي، يلعب كمدافع.

## وصلات خارجية
جون فان دين بروم على موقع الاتحاد الأوربي (الإنجليزية)
- جون فان دين بروم على موقع اتحاد تركيا (لاعب) (الإنجليزية)
- جون فان دين بروم على موقع قاعدة بيانات كرة القدم.إي يو (الإنجليزية)
- جون فان دين بروم على موقع ناشيونال فوتبول تيمز (الإنجليزية)
- جون فان دين بروم على موقع عالم كرة القدم.نت (الإنجليزية)